# لويزا ماي ألكوت
لويزا ماي ألكوت (بالإنجليزية: Louisa May Alcott)‏ (و.1832 – 1888 م) هي كاتبة وروائية أمريكية برعت في كتابة القصص للأطفال. كان عليها كسب معيشتها في سن مبكرة، فبدأت بأعمال الحياكة والتدريس، ثم اشتغلت ممرضة خلال الحرب الأهلية الأمريكية، وشرعت في كتابة الرسائل لاحقاً تحت عنوان«صور من مستشفى».
توفيت في 6 مارس 1888 بعد وفاة والدها الكاتب أموس برنسون ألكوت بيومين.

## أعمالها
من أشهر أعمالها«نساء صغيرات» (1868) يعتبر كتاباً نموذجياً للأطفال وبخاصة للفتيات.
أما أعمالها الأخرى فتتضمن: "حكايات الزهور"(1854)، "أجواء"(1864)، وفتاة محافظة"(1870).
عُرف عن لويزا ماي ألكوت دعوتها لتحريم العبودية، فتطوعت للعمل كممرضة عند نشوب الحرب الأهلية الأمريكية. كما أنها من دعاة حقوق المرأة ومن أنصار حق المرأة في الانتخاب.
أشهر آثارها روايتها «نساء صغيرات» Little Women التي ألّفتها (1868 - 1869) والتي ترتكز إلى حد ٍما على طفولتها هي نفسها وأخواتها الثلاث، وقد حققت هذه الرواية شهرةً بالغةً خاصة بين أوساط الفتيات. كانت تشكو طيلة حياتها من الدوخة والصداع النصفي ولم تجد لهما علاج.
وفي إحدى ليالي 1888 خرجت من بيتها مسرعة ونسيت أن تضع الفراء حول كتفها فأصيبت ببرد شديد ورعشة عنيفة ونقلت إلى منزلها واختلف الأطباء حول ما اصابها هل هو أزمة قلبية أو جلطة أو ضعف عام وظلوا يتناقشون حتى سقطت بينهم وكانت آخر كلماتها: «لا اظن انني فهمت الرجال».

## أعمالها الروائية
- أجواء 1864م.
- نساء صغيرات 1868م.
- زوجات جيّدات 1869م.
- فتاة محافظة 1870م.
- رجال صغار 1871م.
- أولاد جو 1886م.
- تحت أزهار الليلك، 1878م.
- قصة جاك وجيل، 1880م.

## روابط خارجية
- لويزا ماي ألكوت على موقع IMDb (الإنجليزية)
- لويزا ماي ألكوت على موقع الموسوعة البريطانية (الإنجليزية)
- لويزا ماي ألكوت على موقع ميوزك برينز (الإنجليزية)
- لويزا ماي ألكوت على موقع قاعدة بيانات برودواي على الإنترنت (الإنجليزية)
- لويزا ماي ألكوت على موقع إن إن دي بي (الإنجليزية)
- لويزا ماي ألكوت على موقع ديسكوغز (الإنجليزية)
- لويزا ماي ألكوت على موقع قاعدة بيانات الفيلم (الإنجليزية)